# NGC 3417
NGC 3417 é uma galáxia espiral (S) localizada na direcção da constelação de Leo. Possui uma declinação de +08° 28' 25" e uma ascensão recta de 10 horas, 51 minutos e 01,7 segundos.
A galáxia NGC 3417 foi descoberta em 25 de Março de 1865 por Albert Marth.